# George Laird Shoup

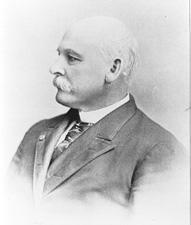
George Laird Shoup

George Laird Shoup (* 15. Juni 1836 in Kittanning, Armstrong County, Pennsylvania; † 21. Dezember 1904 in Boise, Idaho) war ein US-amerikanischer Politiker und von 1889 bis 1890 Gouverneur des Idaho-Territoriums beziehungsweise Bundesstaates Idaho. Zwischen 1890 und 1901 vertrat er seinen Staat im US-Senat.

## Frühe Jahre und politischer Aufstieg
George Shoup besuchte die öffentlichen Schulen seiner Heimat. Im Jahr 1852 zog er nach Galesburg in Illinois, wo er zusammen mit seinem Vater in der Landwirtschaft, besonders in der Viehzucht, tätig war. Im Jahr 1859 schloss er sich dem Goldrausch nach Colorado an. Während des Bürgerkriegs stieg er in der Armee der Union bis zum Oberst auf. Er war vornehmlich im Südwesten der Vereinigten Staaten eingesetzt. Im Jahr 1864 erhielt er Sonderurlaub, um an der verfassungsgebenden Versammlung von Colorado teilnehmen zu können. Im Dezember 1864 schied er endgültig aus der Armee aus. Anschließend arbeitete er für kurze Zeit als Händler in Virginia City in Montana und in Salmon in Idaho.
Shoup schloss sich der Republikanischen Partei an. Er wurde Kämmerer und Schulrat im Lemhi County. Im Jahr 1874 wurde er Abgeordneter im territorialen Repräsentantenhaus von Idaho und 1878 war er Mitglied des Regierungsrates des Idaho-Territoriums. Von 1880 bis 1884 sowie von 1888 bis 1892 gehörte Shoup dem Republican National Committee an. In den Jahren 1884 und 1885 vertrat er sein Territorium auf der Baumwollausstellung in New Orleans. Dabei investierte er 35.000 Dollar seines Privatvermögens, um für die Produkte Idahos zu werben.

## Gouverneur von Idaho und US-Senator
Im April 1889 wurde George Shoup von Präsident Benjamin Harrison zum letzten Territorialgouverneur in Idaho ernannt. Am 3. Juli 1890 wurde Idaho offiziell Bundesstaat der Vereinigten Staaten und Shoup wurde zum ersten Gouverneur des neuen Staates gewählt. Dieses Amt trat er am 1. Oktober 1890 an. Sein eigentliches Interesse galt aber dem US-Senat, in den er noch im Jahr 1890 als erster Class-2-Senator aus Idaho gewählt wurde. Aus diesem Grund legte er sein Amt als Gouverneur am 18. Dezember 1890 nieder. Nach einer Wiederwahl im Jahr 1895 konnte er sein Mandat im Kongress zwischen dem 18. Dezember 1890 und dem 3. März 1901 ausüben. Dort war er zeitweise Vorsitzender des Ausschusses für Bildung und Arbeit sowie Mitglied eines Ausschusses, der sich mit den Territorien befasste.
Nach dem Ende seiner Zeit im Kongress zog sich George Shoup aus der Politik zurück. Er starb im Dezember 1904 und wurde in Boise beigesetzt. Mit seiner Frau Lena Darnutser hatte er sechs Kinder.